# 第15裝甲擲彈兵師 (德國國防軍)
第15裝甲擲彈兵師（德語：15. Panzergrenadier-Division）是第二次世界大戰期間德國陸軍的機械化步兵師。第15裝甲擲彈兵師於1943年6月成立於西西里島，來自突尼斯戰役中被摧毀的第15裝甲師的殘部。